# Faro de Charf
El faro de Charf es un faro situado en la colina de El Charf, en la ciudad de Tánger, región de Tánger-Tetuán-Alhucemas, Marruecos. Está gestionado por la autoridad portuaria y marítima del Ministère de l'équipement, du transport, de la logistique et de l'eau.

## Características
Se trata de una casa blanca con terraza construida en mampostería lisa y que se puso en servicio en 1949.